# 吉布森縣法院 (田納西州)
吉布森縣法院位於田納西州的特倫頓，建於1899年。法院於1976年列入國家史蹟名錄 。
法院是兩層半的建築，使用紅磚、黃磚和灰色石材以營造出多彩的效果。

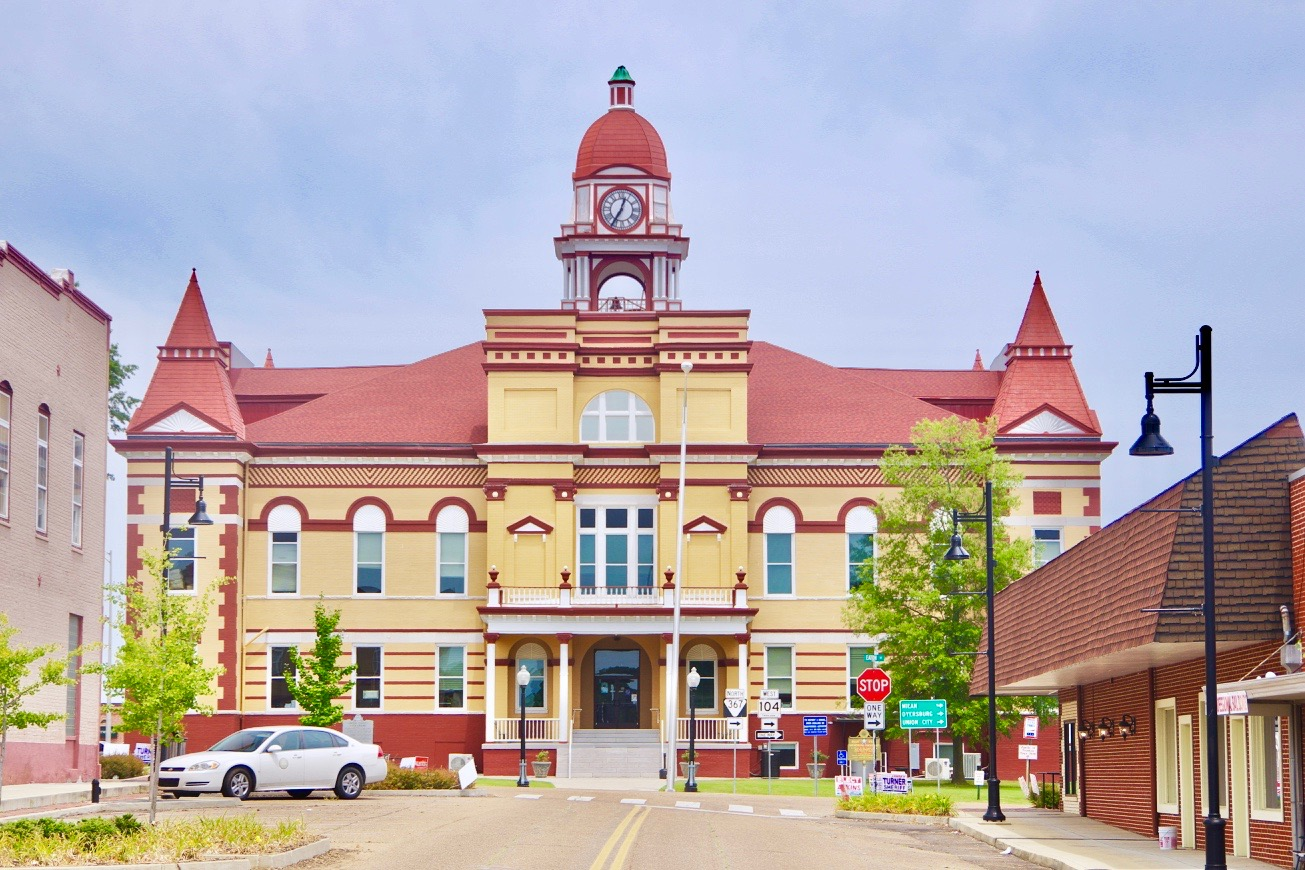
吉布森縣法院現今的模樣